# Józef Beck

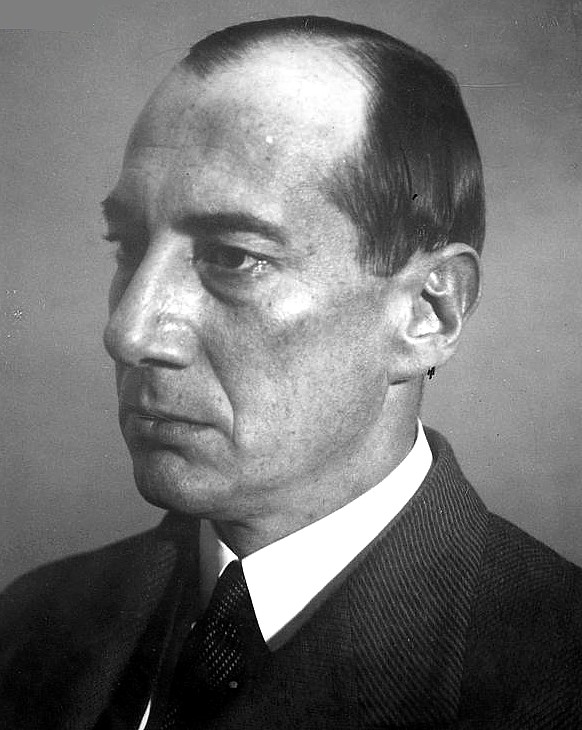
Józef Beck

Józef Beck (* 4. Oktober 1894 in Warschau, Russisches Kaiserreich; † 5. Juni 1944 in Stănești, Rumänien) war polnischer Politiker, Diplomat, Oberst der polnischen Armee, enger Vertrauter von Józef Piłsudski und von 1932 bis 1939 polnischer Außenminister.

## Leben

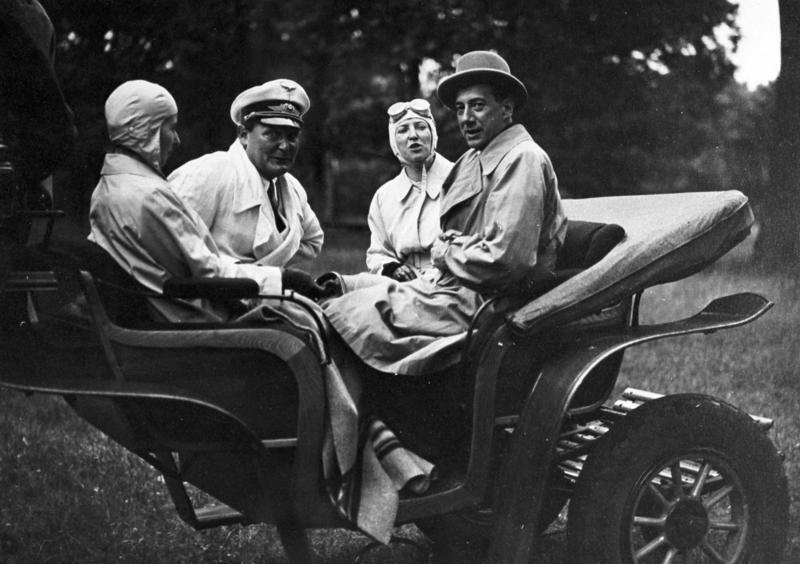
Ausfahrt von Józef Beck mit Hermann Göring, Juli 1935

Beck stammte aus einer polnischen calvinistischen Familie, deren Vorfahren zu Zeiten des Königs Stephan Báthory im 16. Jahrhundert aus Flandern nach Polen eingewandert waren. Sein Vater war österreichischer Beamter in Galizien.
Beim Ausbruch des Ersten Weltkrieges befand er sich als Student am Polytechnikum im damaligen österreich-ungarischen Lemberg. Er schloss sich daraufhin den Polnischen Legionen an, die an der Seite der Mittelmächte gegen Russland kämpften. Außerdem wurde er Mitglied der geheimen Polnischen Militärischen Organisation (POW, polnisch Polska Organizacja Wojskowa), die von Piłsudski aufgebaut wurde.
In den ersten beiden Kriegsjahren wurde der russische Teil Polens von den Mittelmächten erobert (siehe Ostfront (Erster Weltkrieg)); nach der Gründung des Regentschaftskönigreichs Polen im November 1916 wurden die Polnischen Legionen unter deutsches Kommando gestellt (Polnische Wehrmacht). Kurze Zeit später wurden die Legionen aufgelöst und die Mehrheit der Offiziere dieser Legionen weigerte sich, dem deutschen Kaiser den Treueid zu leisten (→„Eidkrise“), da sie den deutschen Plänen für Polen misstrauten. Die meisten Offiziere wurden daraufhin interniert. Beck entkam der Internierung und ging in den Untergrund.

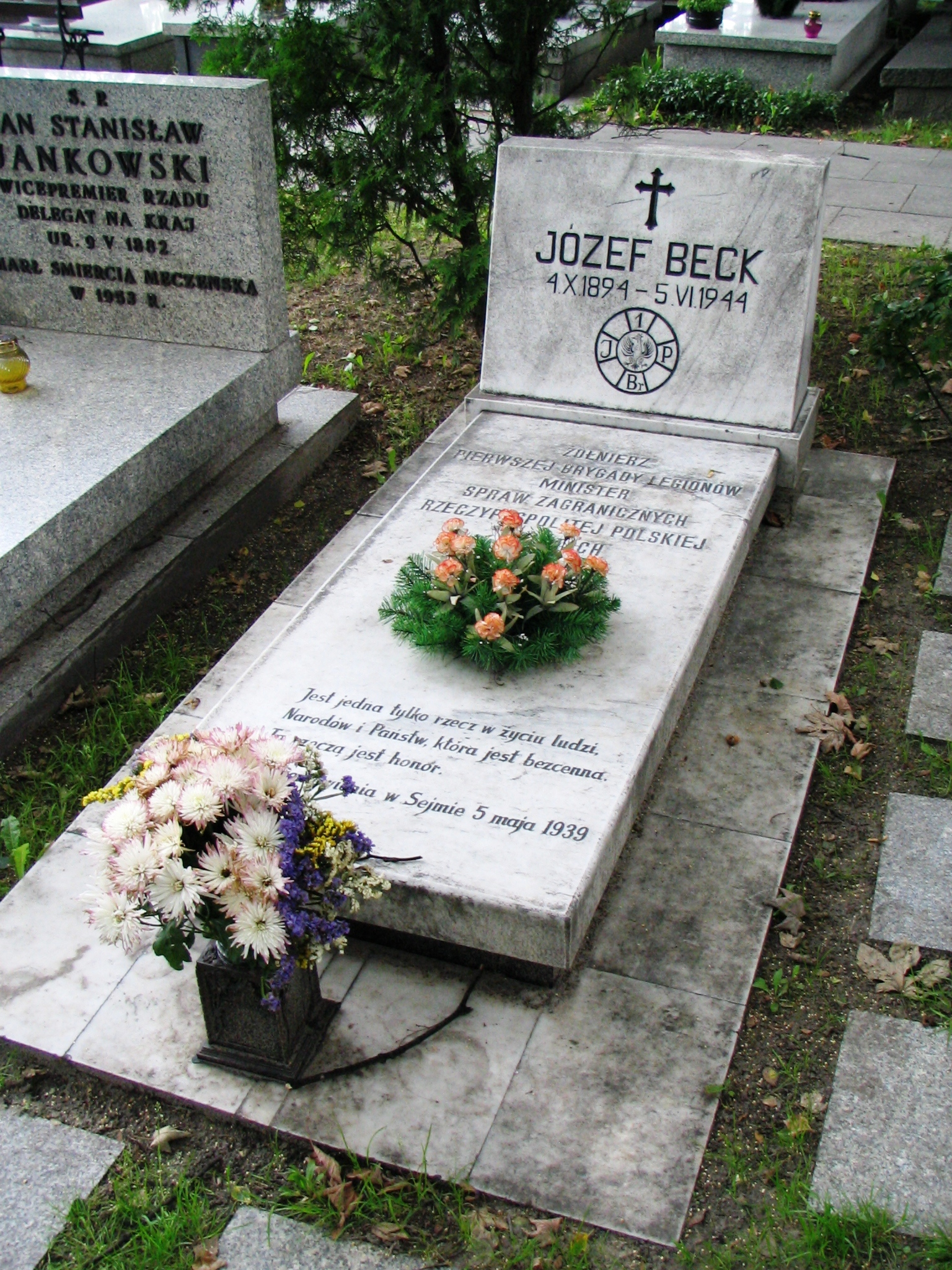
Grab von Józef Beck auf dem Cmentarz Wojskowy na Powązkach in Warschau

Nach der Wiedererrichtung eines unabhängigen polnischen Staates nach dem Kriegsende (Zweite Polnische Republik) wurde er Offizier im polnischen Generalstab, zuständig für den Nachrichtendienst. In den Jahren 1922/23 war er Militärattaché in Frankreich. Im Jahr 1926 unterstützte er den Militärputsch Piłsudskis. Zwischen 1926 und 1930 war er Verteidigungsminister und zwischen 1930 und 1932 Vize-Premierminister sowie Vize-Außenminister. 1932 übernahm er auf Aufforderung Piłsudskis die Leitung des Außenministeriums.
Im Juli 1932 schloss Beck den Polnisch-sowjetischen Nichtangriffspakt mit der Sowjetunion; im Januar 1934 mit dem NS-Regime den Deutsch-polnischen Nichtangriffspakt. Als Außenminister lehnte er die Forderungen des Deutschen Reiches bezüglich des Polnischen Korridors und der Freien Stadt Danzig ab, was Hitler als einen Anlass für den deutschen Überfall auf Polen nahm. Im Jahr 1938 war er für die wohlwollende Haltung der polnischen Regierung zum Abschluss des Münchner Abkommens mitverantwortlich. Am 30. September 1938 verfasste er ein am 1. Oktober 1938 versendetes Ultimatum an die Regierung der Tschechoslowakei, in dem die Abtretung der tschechoslowakischen Gebiete im geteilten Teschener Olsagebiet gefordert wurde. Nach Auffassung des sowjetisch-russischen Diplomaten und Historikers Walentin Falin schwächte die Zerschlagung der Tschechoslowakei die Verteidigung der Zweiten Polnischen Republik erheblich.
Nach dem deutschen Überfall auf Polen am 1. September 1939 blieb Beck bis zum Beginn der sowjetischen Besetzung Ostpolens am 17. September 1939 im Amt und verließ in der folgenden Nacht mit anderen Regierungsmitgliedern Warschau in Richtung Rumänien, wo er von den Behörden interniert wurde. Obwohl er bald darauf ein britisches Einreisevisum erhielt, verhinderte General Władysław Sikorski, ein erklärter politischer Feind Piłsudskis und seiner Anhänger, Becks Ausreise aus Rumänien. Beck blieb unter Aufsicht der rumänischen Polizei und bekam als Wohnsitz zunächst eine Villa in Bukarest, später eine aus Lehm gebaute Bauernkate im südrumänischen Dorf Stănești zugewiesen. Dort verfasste er seine Memoiren mit dem Titel Ostatni raport (Finaler Report) und vertrieb sich die Zeit mit dem Bau von Modellschiffen. Er starb dort am 5. Juni 1944, vermutlich an Tuberkulose. Beck wurde durch einen ungarischen Pastor auf einem calvinistischen Friedhof beerdigt. Im Jahr 1991 wurden seine sterblichen Überreste nach Polen überführt 
und auf dem militärischen Teil des Powązki-Friedhofes in Warschau beigesetzt.

## Zitate
Auszug aus Becks Rede vor dem polnischen Sejm am 5. Mai 1939, in der er gegen Zugeständnisse an das Deutsche Reich eintrat. Hitler strebte damals den Bau einer Autobahn des Reiches durch den polnischen Korridor nach Danzig an. Aus polnischer Sicht war zu jenem Zeitpunkt allerdings „Nur der Friede“ die einzige Gegenleistung Hitlers:
Ich höre von der Forderung nach einer Annexion Danzigs durch das Reich, während gleichzeitig unser am 26. März eingereichter Vorschlag für eine gemeinsame Garantie der Existenz und der Rechte der Freien Stadt keine Antwort erhält, ferner erfahre ich darauf, dass er als Ablehnung der Verhandlungen anerkannt wurde – da muss ich mir die Frage stellen, worum es hier eigentlich geht? Um die Freiheit der deutschen Bevölkerung Danzigs, welche nicht bedroht ist, um Prestigedinge, oder gar um die Zurückdrängung Polens von der Ostsee, von der sich Polen nicht zurückdrängen lassen wird! [...] Der Frieden ist eine wertvolle und begehrte Sache. Unsere von Kriegen ausgeblutete Generation verdient mit Sicherheit eine Periode des Friedens. Aber der Frieden hat, wie fast alle Dinge dieser Welt, seinen Preis, einen hohen, aber schätzbaren. Wir in Polen kennen nicht das Konzept des Friedens um jeden Preis. Es gibt nur eine Sache im Leben von Menschen, Nationen und Staaten, die keinen Preis hat. Es ist die Ehre.
Das Parlament in Warschau hat im August 2009 mit einer historischen Inszenierung an die symbolträchtige Rede des damaligen Außenministers Jozef Beck vor dem deutschen Überfall auf Polen 1939 erinnert. Ein Schauspieler wiederholte die Ansprache Becks, die die berühmte Passage enthält.
Carl Jacob Burckhardt, der letzte Hohe Kommissar des Völkerbunds in Danzig berichtet von einem Gespräch am 23. Juli 1939, in dem Beck erklärte: „Die Wehrmacht ist mit der kaiserlichen Armee von 1914 nicht zu vergleichen. Unsere eigenen Streitkräfte aber sind auf einen elastischen, hinhaltenden Bewegungskrieg eingerichtet. Man wird große Überraschungen erleben.“
Beck sagte bei einem Treffen mit dem US-amerikanischen Sonderbotschafter Joseph E. Davies am 25. August 1939 (sechs Tage vor dem deutschen Überfall auf Polen): „Falls Deutschland angreifen wird, werden polnische Truppen innerhalb von drei Wochen in Berlin sein.“

## Schriften
Józef Beck: Beiträge zur europäischen Politik. Reden, Erklärungen, Interviews 1932-1939 (Titel der polnischen Originalausgabe: Przemówienia, deklaracje, wywiady 1931-1937, Übertragung von Dr. Aleksander von Guttry). Essener Verlagsanstalt, Essen 1939.